# Joan Ripoll Trobat
Joan Ripoll Trobat (Palma, Mallorca, 1853 - 30 de març del 1917) fou un pedagog mallorquí. Fa el batxillerat a l'Institut Balear amb la promoció de 1869. Són condeixebles seus el poeta Joan Alcover, el pintor Antoni Fuster, el polític Alexandre Rosselló, el metge Marià Aguiló, etc. Es llicencia en ciències i és professor de matemàtiques de l'Institut de Palma, on adquireix fama de bon pedagog. Un carrer important de la barriada de Son Dameto duu el seu nom des del 1970.